# Niepoczytalna
Niepoczytalna (ang. Unsane) – amerykański thriller z 2018 roku w reżyserii Stevena Soderbergha, wyprodukowany przez wytwórnię 20th Century Fox. Główne role w filmie zagrali Claire Foy, Joshua Leonard, Jay Pharoah, Amy Irving i Juno Temple. Zdjęcia kręcono w stanie Nowy Jork.
Premiera filmu odbyła się 21 lutego 2018 w ramach pokazów pozakonkursowych podczas 68. MFF w Berlinie. Miesiąc później, 23 marca, obraz trafił do kin na terenie Stanów Zjednoczonych. W Polsce premiera filmu odbyła się 27 lipca 2018 roku.

## Fabuła
Sawyer Valentini (Claire Foy) przeprowadziła się z Bostonu do Pensylwanii, aby uciec przed prześladowcą, który doprowadził ją na skraj załamania nerwowego. W nowym otoczeniu kobieta nie potrafi się odnaleźć. Nie pomaga jej praca ze wścibskimi kolegami i aroganckim szefem ani przygodne spotkania z mężczyznami. Sawyer zgłasza się do szpitala po poradę psychiatryczną i z powodu splotu okoliczności wbrew woli zostaje zamknięta na oddziale. Pewnego dnia spotyka tam mężczyznę, który ją prześladował.

## Obsada
- Claire Foy jako Sawyer Valentini
- Joshua Leonard jako David Strine
- Jay Pharoah jako Nate Hoffman
- Juno Temple jako Violet
- Aimee Mullins jako Ashley Brighterhouse
- Amy Irving jako Angela Valentini
- Polly McKie jako pielęgniarka Boles
- Zach Cherry jako Denis
- Sarah Stiles jako Jill
- Matt Damon jako detektyw Ferguson

## Odbiór

### Zysk
Film Niepoczytalna zarobił 7,7 milionów dolarów w Stanach Zjednoczonych i Kanadzie oraz 4,6 milionów dolarów w pozostałych państwach; łącznie 14,3 miliona dolarów.

### Krytyka
Film Niepoczytalna spotkał się z pozytywną reakcją krytyków. W serwisie Rotten Tomatoes 80% ze stu osiemdziesięciu jeden recenzji filmu jest pozytywna (średnia ocen wyniosła 6,6 na 10). Na portalu Metacritic średnia ocen z 45 recenzji wyniosła 63 punkty na 100.
Albert Nowicki (His Name is Death) pisał: „(...) Soderbergh rozprawia się w Niepoczytalnej ze stalkingiem, zwraca uwagę na zagrożenia, z jakimi borykają się kobiety w patriarchalnym społeczeństwie, podnosi temat dynamiki władzy w relacjach płciowych. Wkracza na dotąd nieznane sobie terytoria, lecz czarować potrafi nawet ze smartfonem w garści. Ciekawie wypadają zbliżenia na ogarnięte niepokojem twarze, gęsią skórkę wywołują ujęcia ciasnych, lodowatych korytarzy − szpital to przecież miejsce opresyjne. Film nagrywano w ciemnych pomieszczeniach, co zapewniło obrazowi efekt ziarnistości. Słuszna to decyzja: Unsane jest horrorem posępnym, chwilami odpychającym, zanurzonym w stylu retro. Jego obłędne zakończenie skrojono pod gusta wszystkich, którzy cenią sobie seventisowe kino exploitation.”